# Desserte aérienne de la France
 (septembre 2024).
La mise en forme du texte ne suit pas les recommandations de Wikipédia : il faut le « wikifier ».
Les points d'amélioration suivants sont les cas les plus fréquents :
- Les titres sont pré-formatés par le logiciel. Ils ne sont ni en capitales, ni en gras.
- Le texte ne doit pas être écrit en capitales (les noms de famille non plus), ni en gras, ni en italique, ni en « petit »…
- Le gras n'est utilisé que pour surligner le titre de l'article dans l'introduction, une seule fois.
- L'italique est rarement utilisé : mots en langue étrangère, titres d'œuvres, noms de bateaux, etc.
- Les citations ne sont pas en italique mais en corps de texte normal. Elles sont entourées par des guillemets français : « et ».
- Les listes à puces sont à éviter, des paragraphes rédigés étant largement préférés. Les tableaux sont à réserver à la présentation de données structurées (résultats, etc.).
- Les appels de note de bas de page (petits chiffres en exposant, introduits par l'outil «  Source ») sont à placer entre la fin de phrase et le point final[comme ça].
- Les liens internes (vers d'autres articles de Wikipédia) sont à choisir avec parcimonie. Créez des liens vers des articles approfondissant le sujet. Les termes génériques sans rapport avec le sujet sont à éviter, ainsi que les répétitions de liens vers un même terme.
- Les liens externes sont à placer uniquement dans une section « Liens externes », à la fin de l'article. Ces liens sont à choisir avec parcimonie suivant les règles définies. Si un lien sert de source à l'article, son insertion dans le texte est à faire par les notes de bas de page.
- La présentation des références doit suivre les conventions bibliographiques. Il est recommandé d'utiliser les modèles {{Ouvrage}}, {{Chapitre}}, {{Article}}, {{Lien web}} et/ou {{Bibliographie}}. Le mode d'édition visuel peut mettre en forme automatiquement les références.
- Insérer une infobox (cadre d'informations à droite) n'est pas obligatoire pour parachever la mise en page.

Pour une aide détaillée, merci de consulter Aide:Wikification.
Si vous pensez que ces points ont été résolus, vous pouvez retirer ce bandeau et améliorer la mise en forme d'un autre article.
La desserte aérienne de la France est opérée via des plateformes aéroportuaires majeures comme Paris-Charles de Gaulle, l’un des principaux hubs européens, Paris-Orly et des aéroports régionaux dynamiques tels que Lyon-Saint-Exupéry, Nice-Côte d'Azur ou Marseille-Provence.
Les hubs de Paris-Charles de Gaulle et Orly desservent les cinq continents, y compris l'Océanie, avec l'ajout en juillet 2024 d'une liaison Perth - Paris.
La desserte internationale, historiquement centrée sur les aéroports parisiens, a fortement augmenté avec le développement des compagnies low-cost. Une trentaine d'aéroports régionaux français desservent l'Europe, dont une vingtaine desservent également l'Afrique du Nord et une dizaine des destinations plus lointaines telles Montréal, Dakar et les hubs des compagnies du golfe.
La desserte des outres-mer depuis la Métropole est directe pour la Guadeloupe, Martinique, Guyane, Réunion, Saint Martin, et plus récemment via des lignes subventionnées pour Mayotte et, l'été, pour Saint Pierre et Miquelon. Elle nécessite une escale pour la Polynésie, la Nouvelle Calédonie, St Barthélémy, et deux escales pour Wallis et Futuna. Il n'existe pas d'aéroport sur les Terres Australes et Antarctiques françaises, ni sur l'île de Clipperton qui sont donc desservies par la mer.
La desserte interne (vols domestiques) a diminué avec le déploiement du TGV et avec la loi Climat et Résilience qui interdit les vols intérieurs en France lorsqu'il existe une alternative ferroviaire directe de moins de 2h30.
Certaines lignes sont subventionnées (délégation de service public) comme les liaisons entre Paris et six villes de la diagonale du vide (Aurillac, Brive, Le Puy, Castres, Rodez et Tarbes),ainsi que des dessertes d'îles (12 lignes vers la Corse, Ouessant, Mayotte, St Pierre et Miquelon), ainsi que 3 lignes vers Strasbourg et deux vers Lyon (La Rochelle et Limoges).

## Desserte internationale par continent
Les cinq continents sont desservîtes depuis Paris. Le plus long vol est à destination de Perth en Australie, suivi par l'Amérique du Sud (Santiago-du-Chili, Buenos Aires, Lima) et Manille aux Philippines. Ce sont les seuls vols à dépasser les 10 000 km à vol d'oiseau. Les vols pour Taïwan et le Japon dépassant parfois les 10 000 km pour des raisons de météo ou de trafic. 

### Amériques
- L'Amérique du Nord est largement desservie, avec de nombreuses liaisons vers le Canada, les États-Unis, le Mexique, ainsi que Saint-Pierre-et-Miquelon l'été. Seuls les Bermudes et le Groenland ne sont pas desservis depuis la France (liaisons long courrier uniquement avec Londres et Copenhague respectivement). En régions, Nice est connectée à plusieurs villes des Etats Unis, et plusieurs aéroports régionaux ont un lien direct avec Montréal. La Martinique, la Guadeloupe, St Martin et Tahiti sont eux-aussi connectés avec les Etats Unis et le Canada.

- Amérique centrale : Le Costa Rica et le Panama sont les seuls pays reliés directement à Paris. Le Guatemala, le Salvador, le Bélize et le Nicaragua disposant uniquement de liaisons vers le contient américain. Le Honduras dispose d'une liaison hors Amérique avec Madrid.

- Amérique du Sud : Les principaux pays sont desservis depuis Paris: Argentine, Brésil, Chili, Colombie, Pérou, ainsi que la Guyane française, à l'exception de L'Équateur dont les vols ont été interrompus en 2020. Le Suriname (Amérique et Amsterdam) , l'Uruguay et le Paraguay sont seulement reliés à l'Amérique et Madrid. La Bolivie et le Guyana sont seulement desservis depuis le continent américain. Le vol vers Santiago du Chili était le vol le plus long vol depuis Paris (14h30 pour 11 652km) jusqu'à l'arrivée du vol pour Perth en 2024. Le troisième vol le plus long est aussi en Amérique du Sud (Buenos Aires, 11 076 km et 13h30).

- Aux Antilles, ce sont les îles françaises (Guadeloupe, Martinique, Saint-Martin) qui sont desservies depuis la France métropolitaine (Paris, Nantes et Bordeaux), ainsi que Cuba.La République Dominicaine n'est plus desservie. Aucune des îles anglophones n'est desservie depuis la métropole (mais certaines le sont depuis les antilles françaises), ni Trinidad. Les Antilles néerlandaises sont seulement desservies depuis l'Amérique et Amsterdam. Haiti est seulement desservi depuis le continent américain.

### Europe
La France est reliée à l'ensemble des pays européens disposant d'un aéroport à l'exception de la Slovaquie (la grande majorité des visiteurs internationaux venant en avion atterrissant sur l’aéroport de Vienne qui se situe à 60 km). Depuis le conflit russo-ukrainien, les vols vers l'Ukraine, la Biélorussie et la Russie sont interrompus.
- UE : Les 27 pays de l'Union Européenne sont desservis depuis la France, à l'exception de la Slovaquie. Les territoires espagnols des Canaries et portugais des Açores sont desservis depuis Paris-CDG. L'ile portugaise de Madère l'est à partir d'Orly.

- Ouest : La France est reliée à tous les autres pays d'Europe occidentale non membres de l'Union Européenne (Royaume-Uni, Suisse, Islande, Norvège, Îles Féroé), ainsi qu'à Monaco par des vols directs en hélicoptère depuis l'aéroport de Nice. Le territoire norvégien de Svalbard n'est accessible que depuis la Norvège. Seuls Andorre et les pays ne disposant pas d'un aéroport, Saint Marin, Vatican et Liechtenstein sont seulement accessibles par la route ou le train.

- Balkans : La France est reliée aux pays non-membre de l'UE appartenant à l'ex-Yougoslavie via l'Albanie, la Serbie, la Bosnie-Herzégovine, le Monténégro, et (depuis Paris Beauvais) la Macédoine du Nord. Le Kosovo est desservi depuis Mulhouse et Paris-Charles de Gaulle
- Est : Dans l'est de l'Europe hors UE, la Moldavie est en vol direct, mais les vols pour l'Ukraine, la Russie et la Biélorussie sont interrompus depuis le début du conflit russo-ukrainien.

- Caucase : Les trois pays de la région du Caucase (Arménie, Azerbaïdjan, Géorgie) disposent de vols directs pour Paris.
- Dépendances Britanniques: Guernesey et Jersey desservent Paris mais pas Alderney qui n'est desservie depuis la France que par ferry au départ de St Malo et Cherbourg. L'ile de Man et Gibratar n'ont de liaisons aériennes qu'avec les îles Britanniques.

### Afrique et Proche-Orient
- Méditerranée: Tous les pays du bassin méditerranéen sont reliés à la France par des vols directs (Algérie, Égypte, Israël, Liban, Maroc, y compris Sahara Occidental, Tunisie, Turquie). En raison des conflits, la Libye et la Syrie ne disposent pas de vols directs, la Palestine ne dispose pas d'aéroport.

- De nombreux pays d'Afrique sub-saharienne sont reliés à la France (Angola, Bénin, Burkina Faso, Cameroun, Cap Vert, République centrafricaine, Tchad, Côte d'Ivoire, Djibouti, Guinée équatoriale, Éthiopie, Gabon, Guinée, Kenya, Mali, Mauritanie, Niger, Nigeria, République du Congo, Rwanda, Sénégal, Togo, Tanzanie (territoire tanzanien de Zanzibar).

- Les pays ne disposant pas d'un vol direct, sont la Gambie, le Ghana et le Libéria. Guinée-Bissau, Mozambique et Sao Tomé-et-Principe sont eux uniquement connectés à Lisbonne en dehors de l'Afrique. Soudan du Sud, Somalie et Érythrée ne sont reliés qu'à des pays africains ou du Moyen Orient. Enfin Zambie, Zimbabwe, Soudan, Sierra Leone, Burundi, Somaliland et Malawi, ne sont reliés qu'à des pays africains.

- Afrique australe: L'Afrique du Sud est le seul pays d'Afrique australe desservi depuis la France. La Namibie ne disposent de liaisons directes hors Afrique qu'avec l'Allemagne. L'Eswatini, le Lesotho et le Botswana n'étant reliés qu'à l'Afrique.

### Moyen-Orient et Océan Indien
- De nombreuses liaisons relient Paris et les grandes villes du Moyen-Orient (Bahreïn, Jordanie, Koweït, Oman, Qatar, Arabie saoudite, Émirats arabes unis). Seuls l'Irak, l'Iran et le Yémen ne sont pas desservis directement.

- Les îles de l'Océan Indien reliées à Paris sont la Réunion, Maurice, Mayotte et Madagascar. La Réunion est également desservie depuis Marseille. Les Seychelles et les Comores ne sont pas desservies depuis la métropole mais le sont depuis La Réunion et Mayotte.

### Asie
- Le sous-continent indien bénéficie de vols directs vers plusieurs villes de l'Inde, des Maldives, du Sri Lanka et du Pakistan mais pas vers le Bangladesh. Le Bhoutan et le Népal, ne sont eux reliés qu'à l'Asie en raison de la taille limitée et de l'altitude de leurs aéroports

- L'Asie du Sud Est est largement desservie depuis Paris (Singapour, Thaïlande, Malaisie, Viêt Nam, Taiwan). Singapour étant également connecté à La Nouvelle Calédonie et Tahiti. Le Laos, le Cambodge et le Myanmar (Birmanie) n'étant reliés qu'à des aéroports asiatiques.

- L'Asie de l'Est est desservie via plusieurs villes du Japon et de Chine ainsi que Hong-Kong, la Corée du Sud et enfin les Philippines depuis 2024. Le Japon est également desservi depuis la Nouvelle Calédonie et Tahiti. Il n'y a pas de vols directs pour l'Indonésie. La Corée du Nord, la Mongolie, Macau et le Timor oriental n'étant accessibles que depuis l'Asie. Le vol pour les Philippines est le vol le plus long pour l'Asie (10 747km, 13h20) depuis Paris, et le quatrième le plus long après Perth, Santiago-du-Chili et Buenos Aires.

- Enfin en Asie Centrale, seul l'Ouzbékistan est relié à Paris, mais pas le reste de la région (Afghanistan, Kazakhstan, Kirghizistan, Tadjikistan, Turkménistan).

#### Océanie
- Depuis Paris, une liaison vers Perth en Australie a vu le jour en juillet 2024. C'est la première liaison régulière vers l'Océanie depuis la Métropole et le vol le plus long depuis Paris (14 264 km et 16h30 de vol).

- Depuis les outre-mer, La Nouvelle Calédonie dispose de vols directs pour Paris, l'Australie, la Nouvelle Zélande, Fidji, Vanuatu, Wallis et Futuna et Tahiti, en plus de ses vols pour Singapour et le Japon. Tahiti est reliée à la Nouvelle Zélande et à Fidji, en plus de ses vols pour les États-Unis et le Japon. Wallis et Futuna dispose d'une liaison vers Fidji.
- A noter que les plus petits états insulaires n'ont qu'une desserte régionale (Salomon, Tonga, Tuvalu Micronésie, Marshall, Mariannes, Cook, Christmas, Nauru, Niue, Palau, Papouasie Nouvelle Guinée, Samoa, Samoa Américaines, Guam)
- Enfin, Tokelau et les Iles Pitcairn ne disposent pas d'aéroport.

## Desserte internationale depuis les aéroports régionaux
Une trentaine d'aéroports régionaux assurent des liaisons régulières vers l'Europe.
Une dizaine d'aéroports régionaux proposent des liaisons vers des destinations plus lointaines, notamment Montréal et Dakar, avec des spécificités régionales comme les liaisons entre Nice et les États-Unis (New York, Philadelphie et le hub d'Atlanta), dues à l'attrait de la Côte d'Azur pour les touristes américains.
On note également de nouvelles liaisons, telles que Marseille - Shanghai (seule liaison entre un aéroport régional et l'Asie), ainsi que des liaisons avec les DOM (Marseille - La Réunion, Bordeaux - Guadeloupe et Nantes - Martinique) avec les hubs des compagnies du Golfe (Dubaï, Abu Dhabi, Doha, Jeddah).
L'Amérique du Sud et l'Océanie sont les deux continents non desservis depuis la province. La Nouvelle Calédonie et la Polynésie ont cependant des liaisons directes avec l'Océanie.
| Code IATA | Ville     | Vol le plus court | Vol le plus long | Bassin Méditerranéen                              | Moyen Orient                                   | DOM-COM    | Amérique                                                                   | Afrique                 | Autres destinatoins |
| MRS       | Marseille | Ajaccio           | Shanghai         | Maghreb, Turquie, Egypte, Israel, Liban           | Dubai, Jeddah                                  | La Réunion | Montréal                                                                   | Dakar, Sal, Addis-Ababa | Arménie, Shanghai   |
| NCE       | Nice      | Calvi             | Atlanta          | Maghreb, Turquie, Israel                          | Dubai, Doha, Abu Dhabi, Riyad, Koweit, Bahrein | -          | Montréal, Atlanta, New York JFK, New York Newark, Philadelphie, Washington | Dakar                   | Géorgie, Arménie    |
| LYS       | Lyon      | Marseille         | Montréal         | Maghreb, Turquie, Egypte, Israel, Liban, Jordanie | Dubai, Doha, Jeddah                            | -          | Montréal                                                                   | Dakar, Sal              | Arménie             |
| TLS       | Toulouse  | Marseille         | Montréal         | Maghreb, Turquie                                  | Dubai, Doha                                    | -          | Montréal                                                                   | Dakar                   | -                   |
| NTE       | Nantes    | Saint Nazaire     | Martinique       | Maghreb, Turquie, Egypte                          | -                                              | Martinique | Montréal                                                                   | Dakar                   | -                   |
| BOD       | Bordeaux  | Lyon              | Guadeloupe       | Maghreb, Turquie                                  | -                                              | Guadeloupe | Montréal                                                                   | Dakar                   | -                   |
| BSL       | Mulhouse  | Francfort         | Montréal         | Maroc, Tunisie, Turquie, Egypte, Israel           | Dubai                                          | -          | Montréal                                                                   | -                       | -                   |
| LIL       | Lille     | Genève            | Dakar            | Maghreb                                           | -                                              | -          | -                                                                          | Dakar                   | -                   |
| BVA       | Beauvais  | Birmingham        | Amman            | Maroc, Jordanie                                   | -                                              | -          | -                                                                          | -                       | -                   |

Maghreb = cet aéroport dessert les trois pays du Maghreb (Algérie, Maroc, Tunisie)
| Code IATA | Ville       | Vol le plus court | Vol le plus long | Bassin Méditerranéen |
| MPL       | Montpellier | Ajaccio           | Istanbul         | Maghreb, Turquie     |
| SXB       | Strasbourg  | Francfort         | Lanzarote        | Maghreb              |
| ETZ       | Metz Nancy  | Toulouse          | Casablanca       | Maroc, Algérie       |
| BES       | Brest       | Londres           | Canaries, Grèce  | Maroc                |
| RNS       | Rennes      | Londres           | Marrakech        | Maroc                |
| LRH       | La Rochelle | Marseille, Genève | Marrakech        | Maroc                |
| NIM       | Nimes       | Bruxelles         | Marrakech        | Maroc                |
| TUF       | Tours       | Marseille         | Marrakech        | Maroc                |
| XCR       | Vatry       | Porto             | Marrakech        | Maroc                |
| PGF       | Perpignan   | Nantes            | Agadir           | Maroc                |
| CCF       | Carcassonne | Cagliari          | Dublin           | Maroc                |
| BIA       | Bastia      | Nice              | Stockholm        | Maroc                |
| BZR       | Beziers     | Paris             | Stockholm        | -                    |
| BIQ       | Biarritz    | Lyon              | Stockholm        | -                    |
| TLN       | Toulon      | Bordeaux          | Londres          | -                    |
| FSC       | Figari      | Nice              | Londres          | -                    |
| AJA       | Ajaccio     | Marseille         | Oslo             | -                    |
| CLY       | Calvi       | Nice              | Lille            | -                    |
| BVE       | Brive       | Paris             | Londres          | -                    |
| EGC       | Bergerac    | Bournemouth       | Edimbourg        | -                    |
| LDE       | Lourdes     | Paris             | Cracovie         | -                    |
| PIS       | Poitiers    | Barcelone         | Edimbourg        | -                    |

## Pays non desservis depuis Paris

### Desservis depuis l'outre mer
Les pays et territoires suivants ne sont pas desservis depuis la France métropolitaine mais le sont depuis les outre-mer. Certains sont aussi desservis en direct depuis l'Europe auquel cas leur desserte est entre parenthèses:
- Depuis Saint Martin: Aruba (Amsterdam), Bonaire (Amsterdam), Curacao (Amsterdam et Bruxelles)
- Depuis Saint Martin, la Martinique ou la Guadeloupe: Saint Vincent, Sainte Lucie (Londres), Dominique, St Kitts et Nevis, Saint Eustache, Saba, Anguilla, Iles Vierges Américaines, Iles Vierges Britanniques, Barbade (Angleterre, Allemagne), Jamaïque (Belgique, Italie, Allemagne, Suisse)
- Depuis St Barthélémy et St Martin: Porto Rico (Madrid), Antigua (Londres)
- Depuis la Réunion et Mayotte: Comores
- Depuis la Réunion: Seychelles (Allemagne et Suisse), Rodrigues

### Desservis par bateau depuis la France
- Jersey est desservie en avion depuis les îles Britanniques (Royaume-Uni, Irlande) ainsi que l'Allemagne. Elle est desservie en bateau depuis St Malo.
- Guernesey est desservie en avion depuis les îles Britanniques (Royaume-Uni, Irlande). Elle est desservie en bateau depuis St Malo et Cherbourg.
- Alderney est desservie en avion depuis l'Angleterre. Elle est desservie en bateau depuis Cherbourg.

### Pays et territoires desservis par plusieurs pays d'Europe
Les pays et territoires suivants ne sont pas desservis depuis la France mais le sont depuis plusieurs pays d'Europe:
- Le Groenland est desservi depuis Copenhague et Reykjavik
- La Slovaquie est desservie depuis Bruxelles, Londres, Milan
- l'île de Man est desservie depuis les îles Britanniques (Royaume-Uni, Irlande)
- Le Kazakhstan est desservi au départ de Milan, Francfort, Londres, Varsovie et Prague
- Le Turkménistan au départ de Milan, Francfort et Londres
- Trinidad et Tobago est desservie depuis Amsterdam et Londres
- La Russie est desservie depuis la Serbie

### Pays et territoires desservis par un seul pays d'Europe
Les pays et territoires suivants ne sont pas desservis depuis la France ni les outre-mer mais le sont depuis un pays d'Europe:
- Depuis l'Angleterre : Pakistan, Asuncion, Bahamas, Gibraltar, Îles Turques-et-Caïques depuis Londres. Barbade depuis Londres et Manchester
- Depuis l'Espagne: Honduras, Equateur, Paraguay, Uruguay depuis Madrid. Gambie depuis Barcelone
- Depuis Lisbonne : Guinée-Bissau, Mozambique et Sao Tomé-et-Principe
- Depuis Amsterdam : Suriname, Indonésie
- Depuis Bruxelles : Libéria
- Depuis l'Allemagne: Namibie
- Depuis Rome: Bangladesh
- Depuis la Croatie: Kirghizistan

### Non desservis depuis l'Europe
Les pays suivants ne sont desservis depuis aucun pays d'Europe, ni depuis les outre-mer.
- Etats en conflit: Afghanistan, Yemen, Irak, Biélorussie, Ukraine, Soudan du Sud, Soudan
- Petites îles: Dans le Pacifique (Salomon, Tonga, Tuvalu, Micronésie, Marshall, Mariannes, Cook, Christmas, Norfolk, Cocos, Nauru, Niue, Palau, île de Pâques), aux Antilles (St Eustache, Caiman, Montserrat), en Océan Atlantique (Malouines, St Helene).
- Pays de petite taille: En Amérique Centrale (Guatemala, Salvador, Bélize, Nicaragua), en Asie (Bhoutan, Népal), en Afrique (Érythrée, Sierra Leone, Burundi, Malawi, Eswatini, Lesotho, Somaliland), Tadjikistan
- Autres Pays: Somalie, Zambie, Zimbabwe, Botswana, Papouasie Nouvelle Guinée

#### Pays et Territoires ne disposant pas d'un aéroport
- Iles Sandwich du Sud, Géorgie du Sud, iles Pitcairn, Iles Kerguelen, Crozet, St Marin, Andorre, Liechtenstein, Tokelau, Tristan da Cunha.

## Liaisons intérieures vers Paris

### France Métropolitaine et Corse
25 villes françaises sont reliées à Paris dont 21 en France métropolitaine et 4 en Corse.
Toutes les régions françaises sont desservies depuis Paris hormis les régions contiguës à l'Ile de France (Hauts-de-France, Normandie, Centre-Val de Loire, Bourgogne-Franche-Comté) dont la proximité en train ne rend pas l'avion compétitif.
La région la plus desservie depuis Paris est la Provence-Alpes-Côte d'Azur avec 44 vols par jour en moyenne vers Nice, Marseille et Toulon et l'Occitanie avec 43 vols par jour en moyenne vers ses sept aéroports de Toulouse, Montpellier, Perpignan, Lourdes, Rodez, Castres et Béziers. L'Occitanie est aussi la région avec le plus d'aéroports desservis depuis Paris.
| Aéroport           | Aéroport            | Vols / jour | Durée |
| Nice               | CDG, Orly, Beauvais | 36          | 1h 35 |
| Toulouse           | CDG, Orly           | 25          | 1h 20 |
| Marseille          | CDG, Orly           | 10          | 1h 20 |
| Montpellier        | CDG, Orly           | 7           | 1h 20 |
| Bordeaux           | CDG                 | 6           | 1h 10 |
| Lyon               | CDG                 | 6           | 1h    |
| Biarritz           | CDG, Orly           | 6           | 1h 30 |
| Nantes             | CDG                 | 5           | 1h    |
| Brest              | CDG                 | 5           | 1h 10 |
| Ajaccio            | CDG, Orly           | 5           | 1h 50 |
| Pau                | CDG, Orly           | 4           | 1h 30 |
| Bastia             | Orly                | 4           | 1h 30 |
| Perpignan          | Orly                | 4           | 1h 30 |
| Toulon             | Orly                | 4           | 1h 30 |
| Clermont-Ferrand   | CDG                 | 3           | 1h    |
| Figari             | CDG, Orly, Beauvais | 3           | 1h 50 |
| Rennes             | CDG                 | 2           | 1h    |
| Lourdes            | Orly                | 2           | 1h 20 |
| Aurillac           | Orly                | 2           | 1h 20 |
| Rodez              | Orly                | 2           | 1h 10 |
| Brive-La-Gaillarde | Orly                | 2           | 1h    |
| Castres            | Orly                | 2           | 1h 30 |
| Calvi              | Orly                | 2           | 1h 30 |
| Le Puy             | Orly                | 2           | 1h    |
| Béziers            | Beauvais            | 1           | 1h 30 |

### Les Outre-Mer depuis Paris
| Aéroport                 | Aéroport  | Vols / jour | Durée | Notes                                                            |
| Guadeloupe               | CDG, Orly | 5           | 9h    | Vol depuis Bordeaux également                                    |
| Martinique               | CDG, Orly | 4           | 9h    | Vol depuis Nantes également                                      |
| La Réunion               | CDG, Orly | 6           | 11h   | Vol depuis Marseille également                                   |
| Saint Martin             | CDG, Orly | 2           | 9h 30 | L'hiver seulement. Arrivée dans la partie néerlandaise de l'île. |
| Cayenne                  | CDG, Orly | 2           | 9h    |                                                                  |
| Mayotte                  | CDG       | 1           | 10h   | Vol subventionné par l'Etat                                      |
| Saint Pierre et Miquelon | CDG       | 1           | 5h    | L'été seulement. Vol subventionné par l'Etat                     |
| Saint Barthélémy         | CDG, Orly | 4           | 11h   | Escale en Guadeloupe ou à St Martin                              |
| Tahiti                   | CDG, Orly | 3           | 23h   | Escale à Los Angeles, San Francisco                              |
| Nouvelle Calédonie       | CDG       | 1           | 24h   | Escale à Tokyo ou Singapour                                      |
| Wallis et Futuna         | CDG       | 0-1         | 30h   | Escale à Tokyo ou Singapour puis à Nouméa                        |

## Liaisons subventionnées

### Lignes métropolitaines radiales subventionnées par l'état
- Aurillac – Paris
- Brive – Paris
- Le Puy - Paris
- Castres – Paris
- Rodez – Paris
- Tarbes – Paris

### Lignes métropolitaines transversales
- Brest – Ouessant (subventionnée par le département du Finistère)
- Limoges – Lyon (subventionnée par l'état)
- La Rochelle – Lyon (subventionnée par l'état)

### Desserte européenne de Strasbourg subventionnées par l'état
- Strasbourg - Amsterdam
- Strasbourg - Madrid
- Strasbourg - Berlin

### Desserte de la Corse subventionnées par l'état (gérées par la collectivité de Corse)
12 lignes subventionnées étaient opérées en 2024:
- Paris Orly et Ajaccio, Bastia, Calvi, Figari
- Marseille et Ajaccio, Bastia, Calvi, Figari
- Nice et Ajaccio, Bastia, Calvi, Figari

Desserte des DOM-COM depuis Paris
- Mayotte - Paris
- St Pierre et Miquelon - Paris

### Desserte intérieure des outre-mer
- Guyane
  - Cayenne et  Maripasoula, Saül, Grand-Santi, Camopi
  - Saint-Laurent-du-Maroni et Grand-Santi, Maripasoula
- Polynésie
- Nouvelle Calédonie
- Mayotte - Réunion
- Antilles